# Evolution (álbum de Disturbed)
Evolution  —en español: Evolución— es el séptimo álbum de estudio de la banda estadounidense de heavy metal Disturbed. El álbum se publicó el 19 de octubre de 2018, a través de sello discográfico Reprise y debutó en el número cuatro en el Billboard 200, lo que lo convierte en el sexto álbum consecutivo entre los 5 primeros. Es el primer álbum de la banda desde The Sickness que no alcanza el número uno, por lo que termina con la racha de álbumes número uno de la banda.

## Antecedentes
La banda anunció en enero de 2018 que habían ingresado al estudio para comenzar a grabar su séptimo álbum de estudio. La grabación terminó en junio, solo se necesita mezclar y masterizar. El líder David Draiman afirmó que la escritura y la grabación del álbum estuvieron influenciadas por rock clásico que los miembros han escuchado en su juventud. Draiman también declaró que Evolution es como el "Black Album" de la banda. 
El guitarrista Dan Donegan declaró que "el nombre del álbum era representativo de su objetivo en el álbum, para desafiarse a sí mismos a evolucionar su sonido, abrimos las mentes, entramos y corremos riesgos. Es solo música: arrojas ideas y esperas que inspiren a alguien a escribir. Verás una vez que pruebes todo el álbum sobre cuánto hemos evolucionado de esa manera. Hemos lanzado algunas ideas por aquí que van a sorprender por completo a la gente en algunos de los giros que hemos realizado, pero en general, sentimos que escribimos algunas canciones geniales aquí "
El álbum es un homenaje a los músicos fallecidos como Chester Bennington de Linkin Park y Vinnie Paul de Pantera, con quienes Disturbed era amigo y con los que estuvieron de gira a lo largo de los años.

## Lista de canciones
| N.º | Título                                 | Duración |  |
| 1.  | «Are You Ready (canción de Disturbed)» | 4:21     |  |
| 2.  | «No More»                              | 3:52     |  |
| 3.  | «A Reason to Fight»                    | 4:44     |  |
| 4.  | «In Another Time»                      | 4:11     |  |
| 5.  | «Stronger on Your Own»                 | 4:01     |  |
| 6.  | «Hold on to Memories»                  | 5:03     |  |
| 7.  | «Saviour of Nothing»                   | 4:12     |  |
| 8.  | «Watch You Burn»                       | 4:20     |  |
| 9.  | «The Best Ones Lie»                    | 4:02     |  |
| 10. | «Already Gone»                         | 4:28     |  |

Deluxe Edition
| Deluxe edition additional tracks |                                                      |          |  |
| N.º                              | Título                                               | Duración |  |
| 11.                              | «The Sound Of Silence [En vivo]» (con Myles Kennedy) | 4:52     |  |
| 12.                              | «This Venom»                                         | 4:19     |  |
| 13.                              | «Are You Ready (Sam De Jong Remix)»                  | 3:36     |  |
| 14.                              | «Uninvited Guest»                                    | 3:55     |  |

## Créditos
Disturbed
- David Draiman – voz, coproductor.
- Dan Donegan – guitarra, teclados, productor.
- John Moyer – bajo
- Mike Wengren – batería, voz, coproductor.

Producción técnica
- Kevin Churko - producción.

Artistas invitados
- Myles Kennedy - voz (Solo en la versión en vivo de The Sound Of Silence)